# جائزة هولندا الكبرى 1960
جائزة هولندا الكبرى 1960 هو سباق فورمولا 1 أقيم بتاريخ 6 يونيو 1960 في حلبة بارك زانتفورت، هولندا. كان الرابع من أصل 10 في بطولة العالم لسباقات الفورمولا واحد موسم 1960. حلّ الأسترالي جاك برابهام أولا بينما جاء البريطاني إينيس أيرلاند في المركز الثاني وحصل على المركز الثالث البريطاني غراهام هيل.